# 발레리 바실리예프 (1949년)
발레리 이바노비치 바실리예프(러시아어: Вале́рий Ива́нович Васи́льев, 1949년 8월 3일~2012년 4월 19일)는 소련과 러시아의 아이스하키 선수, 지도자로 현역 시절 포지션은 수비수이다. 디나모 모스크바에서 대부분의 선수 생활을 보냈으며, 국제 대회에서 소련 국가대표팀의 일원으로 활약하여 올림픽 금메달 2개, 은메달 1개, 세계 선수권 대회 금메달 8개, 은메달 2개, 동메달 1개를 획득했다.
1998년에 국제 아이스하키 연맹 명예의 전당에 헌액되었다.